# 하나미치

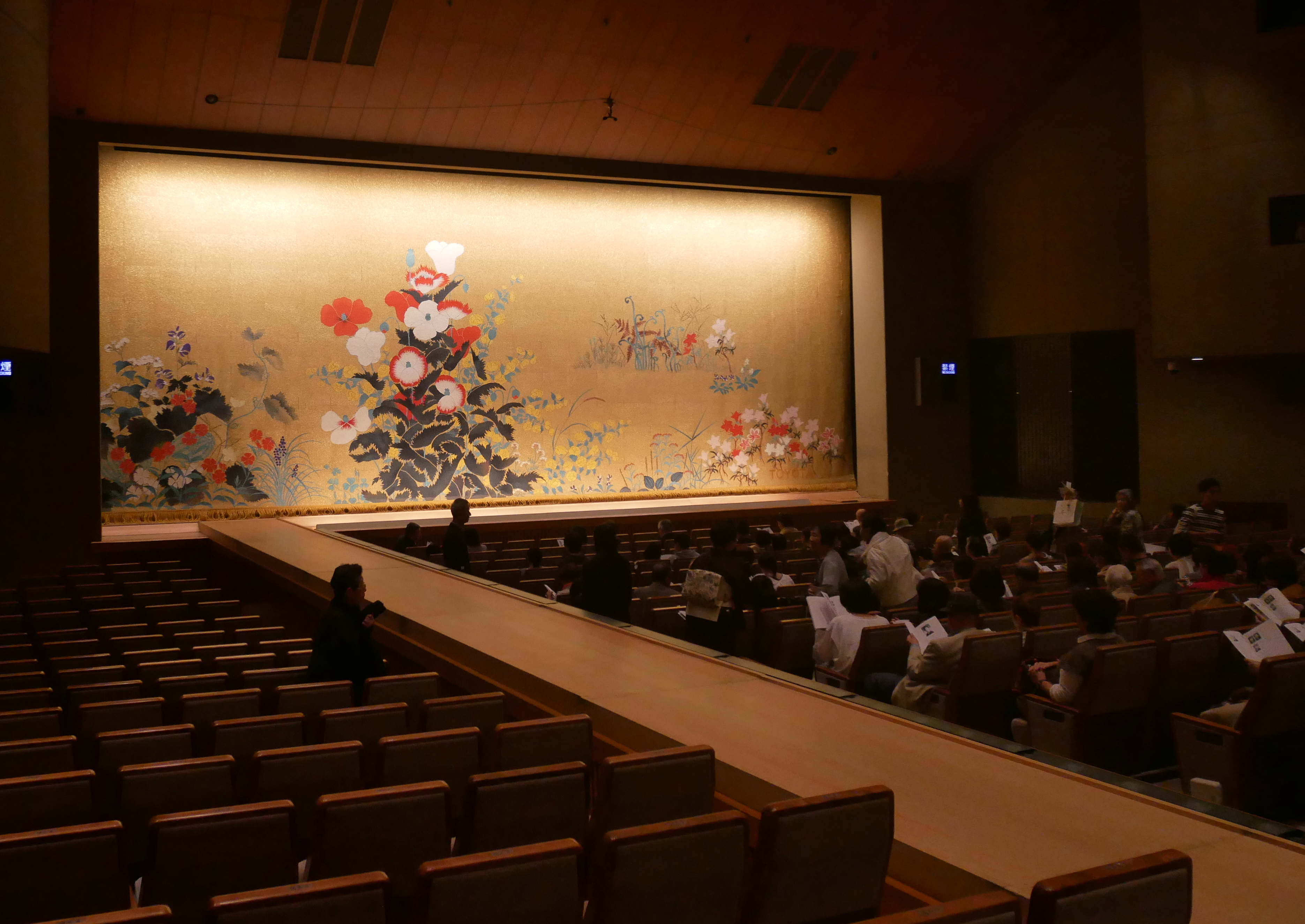

하나미치(花道)는 일본 가부키 극장에서 추가적으로 쓰이는 무대이다. 하나미치는 극장 뒤쪽 중심에서 왼쪽으로 길게, 돋우어 올려져 있다. 관람석을 가로질러 중앙 무대까지 연결된 통로 형태로 되어 있다. 일반적으로, 하나미치는 배우들이 드나들 때 사용된다. 또한 하나미치는 방백 또는 중심 무대와는 별개로 행해지는 장면을 위해서도 사용될 수 있다.

## 역사
하나미치는 1668년 가와라자키자 극장에서 나무 널빤지의 형태로 처음 사용되었다. 하나미치는 처음에는 공연이 끝난 후에 배우들이 관객들의 꽃을 받기 위한 곳으로 사용되었다. 하나미치라는 말은 "꽃길"이라는 뜻이다.
혼하나미치라고도 불리는 하나미치의 현재 형태는 1740년에 처음 만들어지고, 표준화되었다. 하나미치의 크기는 길이 16.38m - 18.20m, 폭 150cm - 180cm이다. 이 시기에 어떤 극장은 오른쪽에도 하나미치를 만들기도 했는데, 이렇게 오른쪽에 위치한 하나미치는 가리하나미치라고 불린다. 가리하나미치는 왼쪽에 있는 혼하나미치보다 폭이 3분의 1내지 2분의 1로 좁다.

## 같이 보기
- 가부키